# Костянтин VI Сліпий
Костянтин VI Сліпий (грец. Κωνσταντίνος ΣΤ, 771 — 797) — імператор Візантії з 780 по 797 рік.

## Біографія
Правління батька Костянтина VI Лева IV Хозара позначене сильним впливом його дружини Ірини (з Афін). Від шлюбу з Іриною у Лева народився син, майбутній імператор Костянтин VI. У 776 році Лев IV робить його спадкоємцем трону. У 780 році Лев IV Хозар раптово помирає, залишивши дружину регентом при малолітньому імператорі.
У 787 році Ірина укладає союз із Карлом I Великим і планує одружити його доньку Ротруду з Костянтином. Однак Карл не пристав на пропозицію. У 788 Костянтин одружується з Марією, онукою Філарета, пізніше проголошеного святим.
Костянтин уже був 16-річним і думав перебрати правління від матері. Однак фактично він мусив чекати до повстання вірменських солдатів, що спалахнуло у 790 році, поки перебрав владу. Ірина, однак, зберегла титул імператриці, а Костянтин мусив придушити це повстання. Правління Констянтина виявилось вкрай невдалим. Імперія мала грізних ворогів на сході та заході. На сході це був Аббасидський Халіфат яким на той час правив один з найпотужніших правителів свого часу-Гарун-ар-Рашид. В 791 році араби напали на візантійські володіння в Малій Азії і Констянтин погодився виплачувати арабам величезну данину яку імперські фінанси не могли потягнути. На заході в наступному році провів невдалу воєнну кампанію проти болгар, в ході якого проявив себе як безтолкового та боягузливого полководця. Констянтин 6 зрозумів що не справляється з управлінням державою та був вимушений поділитися владою зі своєю матір'ю.
Після цього спалахує нове повстання його стрийка Никифора, яке було придушене, а стрийка заслано в монастир. Костянтин розлучається і одружується вдруге на Феодоті, хоча ця його дія була непопулярною в народі. У 797 вибухнуло нове повстання, за яким, однак, уже стояла Ірина. Костянтина схопили й осліпили. Він помирає незабаром від завданих йому ран.
Ірина стає єдиною правителькою Візантії.